# خورشیدگرفتگی ۱۲ اوت ۲۰۴۵
خورشیدگرفتگی ۱۲ اوت ۲۰۴۵ (به انگلیسی: Solar eclipse of August 12, 2045) یک خورشیدگرفتگی از نوع خورشیدگرفتگی کامل است. این خورشیدگرفتگی در تاریخ ۱۲ اوت ۲۰۴۵ میلادی (‎۲۲ مرداد ۱۴۲۴ خورشیدی) روی خواهد داد که زمان اوج آن، ساعت ۱۷:۴۲:۳۹ به‌وقت ساعت هماهنگ جهانی است. مدت زمان و طول این خورشیدگرفتگی ۶ دقیقه و ۶ ثانیه خواهد بود.